# 毛利基
毛利 基（もうり もとい、1891年2月11日 - 1961年12月17日）は、日本の内務官僚。特別高等警察で活動、佐賀県・埼玉県などの警察部長を歴任した。

## 経歴
1891年に福島県伊達郡大木戸村に生まれる。大木戸小学校から福島県立福島中学校に進学するが父親の死により2年で中退する。その後上京して警視庁の試験を受け、1915年に警視庁巡査になる。
巣鴨署に配属された毛利は高等課労働係に所属した。ここから毛利と共産党との関係が始まる。また猛勉強を重ね巡査部長、警部補と、とんとん拍子に出世した。警視庁特別高等課労働係として、1928年の日本共産党などの一斉検挙三・一五事件の内偵に従事。1929年3月20日より、同課労働係次席として、東京地方の共産党再建の責任者菊地克巳を取り調べ。菊池の信頼を得て供述を受けたことで、党の詳細な組織図がまとめあげられ、翌月の大規模検挙四・一六事件に大きく貢献することとなった。同年特高課特高係長に昇進。
1932年警視庁特別高等警察課は特別高等警察部に昇格、このとき初代特高課長に就任。配下の共産党中央委員飯塚盈延=スパイMを用いて、共産党指導部からの情報を手に入れ、またMを用いて党に壊滅的な打撃を与えた。毛利がスパイを使っているのは特高内でも極秘とされ、毛利本人以外では2人の人間しか知らなかった。
この間の共産党は「非常時共産党」と呼ばれ、Mの指導の下に共産党が戦前最大の権勢を誇った時期であった。このMの活動により引き起こされた事件には尹基協射殺事件や赤色ギャング事件、熱海事件などがある。赤色ギャング事件は当時号外が出るほどの騒ぎとなり、これに関して共産党は「毛利が党にダメージを与えるためにスパイMを使って引き起こした事件である」と主張している。一方毛利がMから事件について聞かされたのは発生から二日後であり、Mの単独計画であるという主張がある。Mの単独計画説を裏付けるものとして、警視庁は当初まったく手がかりがつかめず、世論の批判の高まりに時の警視総監・藤沼庄平が進退伺を出すほどのダメージを負っている点や、また特高とは別部署の刑事部が捜査に動いており、もし本当に毛利が発案し、Mを使って実行させたのなら警視庁がこのような動きをするとは考えられず、そもそも毛利に別部署や警視総監に及ぶまでの権限もなかった。毛利自身も事件の翌日の会議で「アナーキストによる犯行」と発言している。
その約一か月後の1932年10月30日、毛利の陣頭指揮で共産党の地方幹部11人を一斉に検挙した熱海事件で非常時共産党は事実上壊滅する。ただ毛利は当初風間以下最高幹部全員を熱海で捕まえる予定であったがMの裏切りにより、最高幹部は熱海に現れず、先乗りしていた地方幹部の逮捕のみにとどまった。だが風間丈吉以下の最高幹部もMからの情報によりその後間をおかずに捕まっている。風間の逮捕を最後に毛利の手引きによりMは姿を消す。
1933年2月20日小林多喜二が虐殺されたとき、安倍源基警視庁特高部長の下で、中川成夫警部・山県為三警部とともに直接手を下した。翌21日、毛利は「決して拷問した事実はない。心臓に急変をきたしたものだ」という心臓麻痺の談話を発表し、これが各新聞に掲載された。
共産党内に優秀な幹部スパイを育成する手腕に優れ、警視庁内で"スパイ使いの名手"、"特高の神様"の異名で呼称されていた。当時、内務省警保局などから支弁された特高機密費の配分を受け、スパイを養成し、また自身の愛人2人を囲うのに用いていたといわれる。
1936年11月には思想検事の平田勲が所長を務める東京保護観察所の初代保護司の一人となり、11月27日に日本共産党潰滅・国家治安維持の功績によって昭和天皇から勲五等旭日章を受け勲章と杯が下賜された。終戦直後には東久邇内閣から「功績顕著」として特別表彰を授与された。
のち佐賀県・埼玉県などの警察部長。終戦直後、埼玉県警察部長を退職、福島県国見町に帰郷。

## 著書
- 池田克との共著『思想犯篇』防犯科学全集第6巻、中央公論社、1936年。